# باد موسمی (فیلم ۲۰۱۴)
باد موسمی (انگلیسی: Monsoon) یک فیلم مستند کانادایی است که در سال ۲۰۱۴ میلادی منتشر شد.
این فیلم در هند با فرمت 4K و با کیفیت فوق العاده بالا به وسیله دوربین های Red Epic فیلمبرداری شده است.این فیلم در فهرست ده فیلم برتر کانادا در سال ۲۰۱۴ قرار گرفت که توسط گروهی از فیلمسازان و متخصصان سازماندهی شده توسط TIFF انتخاب شد.